# تيار هابط

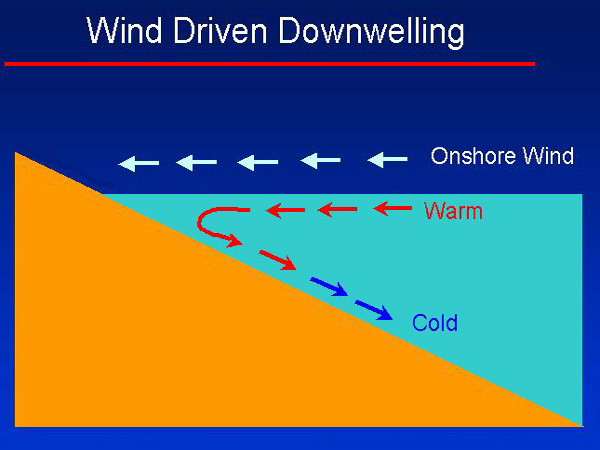

التيار الهابط (بالإنجليزية: Downwelling)‏، هي عملية تراكم ونزول المواد ذات كثافة أعلى تحت المواد الأقل كثافة، مثل الماء البارد أو المالح تحت الماء الدافئ أو الأقل ملوحة أو الهواء البارد تحت الهواء الدافئ. التيار الصاعد هو العملية المعاكسة له حيث تطفو المواد الأعلى كثافة فوق المواد الأقل كثافة.

## في علم المحيطات
يحدث التيار الهابط في الأماكن المضادة للعواصف داخل المحيط حيث الحلقات الدافئة تدور في اتجاه عقارب الساعة مقاربة في السطح. عندما تلتقي هذه المياه السطحية، فإنها تدفع المياه السطحية إلى الأسفل. وهناك طريقة أخرى يمكن أن يحدث بها سقوط المياه، وهي الرياح التي تقود البحر نحو الساحل. المناطق التي لديها قاع المياه منخفضة الإنتاجية لأن المواد الغذائية في عمود المياه يتم استخدامها ولكن لا يتم تزويدها بشكل مستمر من قبل الماء البارد والمغذيات الغنية من تحت السطح.

### التهوية
كما يسمح السقوط الداخلى بتهوية أعماق المحيطات لأن هذه المياه قادرة على جلب الأكسجين المذاب إلى أسفل من السطح للمساعدة على تسهيل التنفس الهوائي في الكائنات الحية في جميع أنحاء عمود المياه. وبدون هذا التجديد، سيتم استخدام الأوكسجين المذاب في الرواسب وداخل عمود الماء بسرعة من خلال العمليات البيولوجية. في حالة الاضمحلال، البكتيريا اللاهوائية سوف تأخذ على التحلل، مما يؤدي إلى تراكم كبريتيد الهيدروجين. في هذه الظروف السامة، هناك عدد قليل جداً من الحيوانات القاعية التي من شأنها البقاء على قيد الحياة. وفي الحالات الأكثر تطرفاً، قد يؤدي نقص المياه السطحية إلى الانقراض الجماعي. وقد اكتشف علماء الحفريات أنه قبل 250 مليون سنة، تباطأت التهوية في أعماق المحيطات تقريباً إلى التوقف، وأصبح المحيط راكداً. وأدى انخفاض الأكسجين والكبريتيد والمياه الغنية بالميثان إلى شغل أعماق المحيطات وتطورها على الجرف القاري، حيث تم مسح 95٪ من جميع الأنواع البحرية في أعظم حدث انقراض في تاريخ الأرض، وهو الانقراض البرمي.

### المواقع
ويحدث السقوط السطحي في مناطق كالدور شبه القطبي في شمال المحيط الأطلسي حيث تجتمع عدة تيارات سطحية. ونجد أيضا أن المياه السفلية تقع على طول الحدود الخارجية للمحيط الجنوبي حيث تغرق المياه الباردة في أنتاركتيكا تحت مياه المحيط الهادئ وجنوب المحيط الأطلسي الدافئ. وهناك أيضاً قاع على بعض السواحل حيث تهب الرياح في مثل هذا الاتجاه الذي يسبب نقل اكمان لنقل المياه نحو الساحل الذي يسبب تراكم المياه ويتم دفعه للأسفل.